# Сибла
Сибла — деревня в Харовском районе Вологодской области при впадении Сибской в Кубену.
Входит в состав Харовского сельского поселения, с точки зрения административно-территориального деления — в Харовский сельсовет.
Расстояние до районного центра Харовска по автодороге — 22 км. Ближайшие населённые пункты — Деряжница, Гридкино, Стегаиха.
По переписи 2002 года население — 5 человек.